# 香港碼頭列表
香港碼頭列表列出香港所有可供上下乘客和貨物的碼頭。香港三面環海，而且一共有263個島嶼，故此水路交通十分發達，亦因此有著大量的碼頭。以下列出所有香港境內的碼頭。

## 貨櫃碼頭
- 葵青貨櫃碼頭

## 跨境碼頭
跨境碼頭只供來往澳門或中國大陸的船隻停靠。
- 海天中轉大樓
- 港澳客運碼頭
- 中國客運碼頭
- 啟德郵輪碼頭

## 渡輪碼頭
渡輪碼頭只供渡輪航線停靠。
- 中環碼頭（中環天星碼頭）
- 灣仔碼頭
- 北角碼頭
- 西灣河碼頭
- 尖沙咀天星碼頭
- 紅磡碼頭
- 九龍城碼頭
- 觀塘碼頭
- 三家村碼頭
- 荃灣碼頭
- 青衣碼頭
- 屯門碼頭
- 馬料水碼頭
- 梅窩碼頭
- 長洲碼頭
- 坪洲碼頭
- 榕樹灣碼頭
- 珀麗灣碼頭
- 愉景灣碼頭

## 公眾碼頭
公眾碼頭可供任何船隻上落乘客及貨物，但不可停放。香港共有62個公眾碼頭。
- 中環九號碼頭及十號碼頭
- 糖水道碼頭
- 香港仔碼頭
- 赤柱卜公碼頭
- 大潭灣碼頭
- 聖士提反灣(南)碼頭
- 九龍公眾碼頭
- 馬頭角公眾碼頭
- 啟德跑道公園碼頭
- 觀塘公眾碼頭
- 三家村碼頭
- 嘉道理碼頭
- 深井公眾碼頭
- 釣魚灣碼頭
- 油甘頭碼頭
- 調景嶺碼頭
- 大廟灣公眾碼頭
- 布袋澳二號碼頭
- 西貢碼頭
- 早禾坑碼頭
- 白沙灣第二碼頭
- 北丫公眾碼頭
- 沙橋公眾碼頭
- 黃石公眾碼頭
- 赤徑碼頭
- 高流灣公眾碼頭
- 荔枝莊碼頭
- 深涌碼頭
- 企嶺下海碼頭
- 烏溪沙碼頭
- 馬料水公眾碼頭
- 大埔鐵路碼頭
- 三門仔村碼頭
- 大尾篤二號碼頭
- 大尾篤一號碼頭
- 沙頭角公眾碼頭
- 青衣碼頭
- 荃灣碼頭
- 大澳公眾碼頭
- 石壁碼頭
- 沙螺灣碼頭
- 東涌公眾碼頭
- 東涌新發展碼頭
- 白芒碼頭
- 芝麻灣碼頭
- 大水坑碼頭
- 鹿頸碼頭
- 西灣碼頭
- 長洲公眾碼頭
- 喜靈洲公眾碼頭
- 坪洲公眾碼頭
- 馬灣公眾碼頭
- 大排咀碼頭
- 榕樹灣公眾碼頭
- 榕樹灣發展碼頭
- 南丫島北角碼頭
- 模達灣碼頭
- 蘆荻灣碼頭
- 鹿洲村碼頭
- 索罟灣公眾碼頭
- 索罟灣二號碼頭
- 蒲台公眾碼頭
- 東龍洲公眾碼頭
- 東龍洲北碼頭
- 廈門灣公眾碼頭
- 鹽田仔碼頭
- 大頭洲公眾碼頭
- 塔門碼頭
- 東平洲公眾碼頭
- 吉澳洲公眾碼頭
- 鴨洲公眾碼頭

## 登岸設施
香港部分地區只有簡陋的登岸梯級。